# Aspidolea mimethes
Aspidolea mimethes är en skalbaggsart som beskrevs av Höhne 1922. Aspidolea mimethes ingår i släktet Aspidolea och familjen Dynastidae. Inga underarter finns listade.